# Рік Фамуїва
Рік Фамуїва (англ. Rick Famuyiwa, нар. 18 червня 1973) — американський кінорежисер, сценарист і кінопродюсер. Відомий як автор фільму «Наркотик», прем'єра котрого відбулася на кінофестивалі «Санденс», а також на закритті Каннського кінофестивалю в 2015 році.

## Біографія
Рік Фамуїва виріс неподалік Лос-Анджелеса, штату Каліфорнія в містечку Інґлвуд у родині нігерійських емігрантів. Після закінчення середньої школи вступив до Університету Південної Каліфорнії. Під час навчання в університеті тісно співпрацював з професором Тоддом Бойдом, котрий допоміг Ріку Фамуїва з його першим фільмом. В 1996 році зняв короткометражний фільм, котрий був високо оцінений критиками і внаслідок чого молодого кінорежисера запросили до Інституту Санденса.

## Особисте життя
В 1999 році одружився з Гленітою Мозлі, котру зустрів в Університеті Південної Каліфорнії.

## Фільмографія
| Рік       | Українська назва | Роль            | Роль       | Роль      | Примітки                             |
| Рік       | Українська назва | Режисер         | Продюсер   | Сценарист | Примітки                             |
| --------- | ---------------- | --------------- | ---------- | --------- | ------------------------------------ |
| 1999      | Глухий квартал   | Так             | Ні         | Так       |                                      |
| 2002      | Темний цукор     | Так             | Ні         | Так       |                                      |
| 2007      | Поговори зі мною | Ні              | Ні         | Так       |                                      |
| 2010      | Родинне весілля  | Так             | Ні         | Так       |                                      |
| 2015      | Наркотик         | Так             | Так        | Так       | Виконавчий продюсер                  |
| 2016      | Слухання         | Так             | Ні         | Ні        | Телевізійний фільм                   |
| 2018-2024 | Чі               | пілотний епізод | Виконавчий | Ні        | Продюсер 66 епізодів                 |
| 2019-2023 | Мандалорець      | 6 епізодів      | Виконавчий | 2 епізоди | камео роль: Джиб Доджер (2 епзізоди) |
| 2023      | Асока            | 1 епізод        | Ні         | Ні        |                                      |